# Крейвіньце
Крейвіньце (пол. Krejwińce) — село в Польщі, у гміні Сейни Сейненського повіту Підляського воєводства.
Населення — 127 осіб (2011).
У 1975—1998 роках село належало до Сувальського воєводства.

## Демографія
Демографічна структура станом на 31 березня 2011 року:
|          | Загалом | Допрацездатний вік | Працездатний вік | Постпрацездатний вік |
| -------- | ------- | ------------------ | ---------------- | -------------------- |
| Чоловіки | 68      | 19                 | 45               | 4                    |
| Жінки    | 59      | 14                 | 31               | 14                   |
| Разом    | 127     | 33                 | 76               | 18                   |